# San Pedro de Cajas (distrito)
San Pedro de Cajas é um distrito do peru, departamento de Junín, localizada na província de Tarma.

## Transporte
O distrito de San Pedro de Cajas é servido pela seguinte rodovia:
- PE-3NG, que liga o distrito à cidade de Chicla (Região de Lima)
- PE-3N, que liga o distrito de La Oroya (Região de Junín) à Puerto Vado Grande (Fronteira Equador-Peru) no distrito de Ayabaca (Região de Piura)
- JU-105, que liga o distrito à cidade de Acobamba [1][2][3]